# Lacida notata
Lacida notata är en fjärilsart som beskrevs av Walker 1855. Lacida notata ingår i släktet Lacida och familjen tofsspinnare. Inga underarter finns listade i Catalogue of Life.